# 羅蘭·梅瓦爾德
羅蘭·梅瓦爾德（德語：Roland Maywald，1948年7月7日—），是一名德國已退役男子羽球運動員，從1960年代末期到1980年代中期贏得了許多國家（西德）和國際冠軍。
雖然羅蘭·梅瓦爾德在1974年贏得了西德全國單打冠軍，但他主要是雙打專家。他與威利·布勞恩的男子雙打組合取得了特別的成功，他的快速前場擊球協助梅瓦爾德穩住比賽。兩人在1972年和1974年連續兩次贏得歐洲羽球錦標賽冠軍。他們在著名的全英羽球錦標賽三次打入半決賽（1971年、1975年和1976年），並在1976年贏得了美國羽球公開賽男子雙打冠軍。梅瓦爾德還在歐洲與各種合作夥伴分享了一些混合雙打冠軍。 1975年，他與布麗吉特·史特登一起進入了全英混合雙打決賽。